# Take That

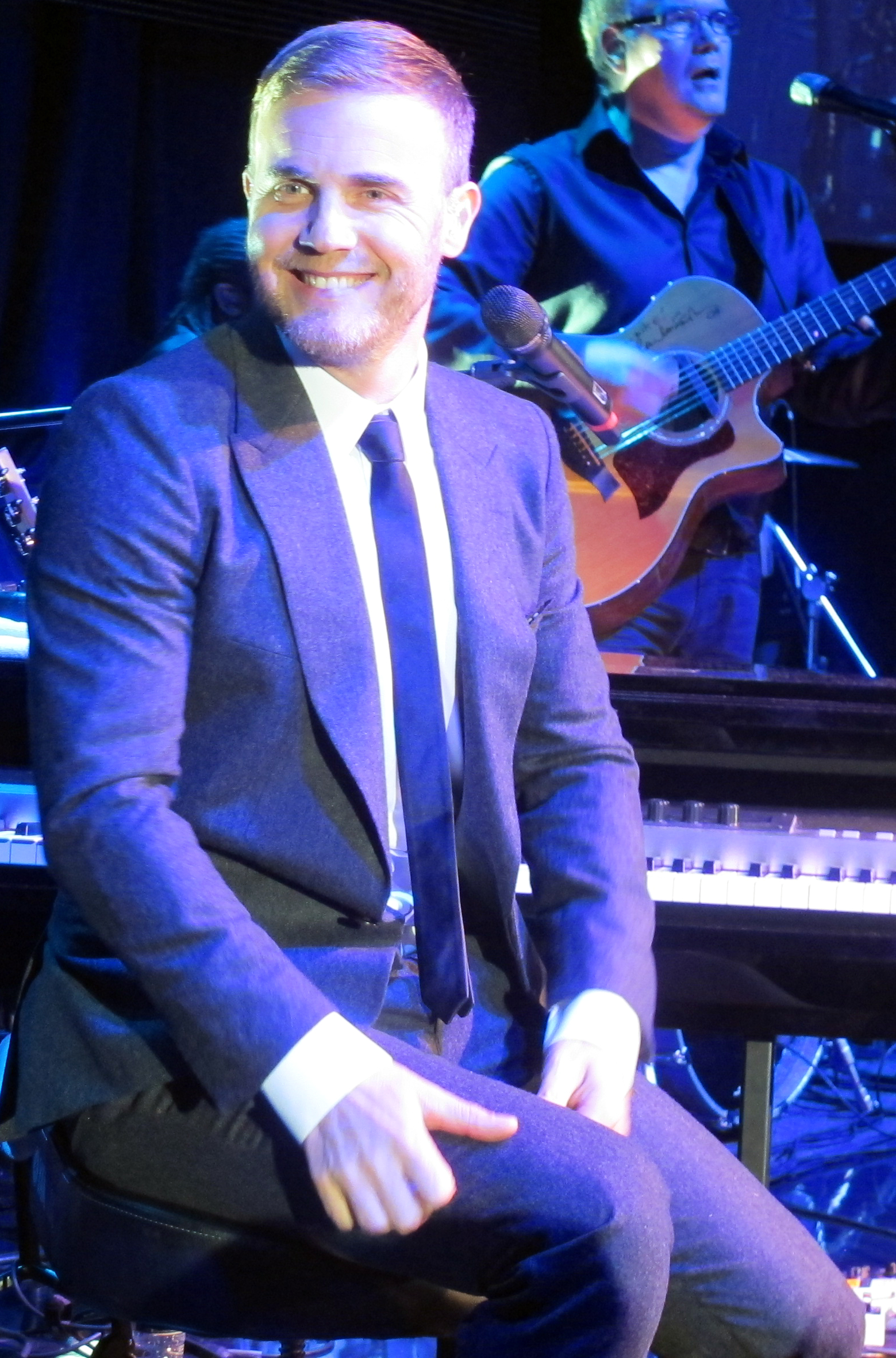
Gary Barlow (2012)

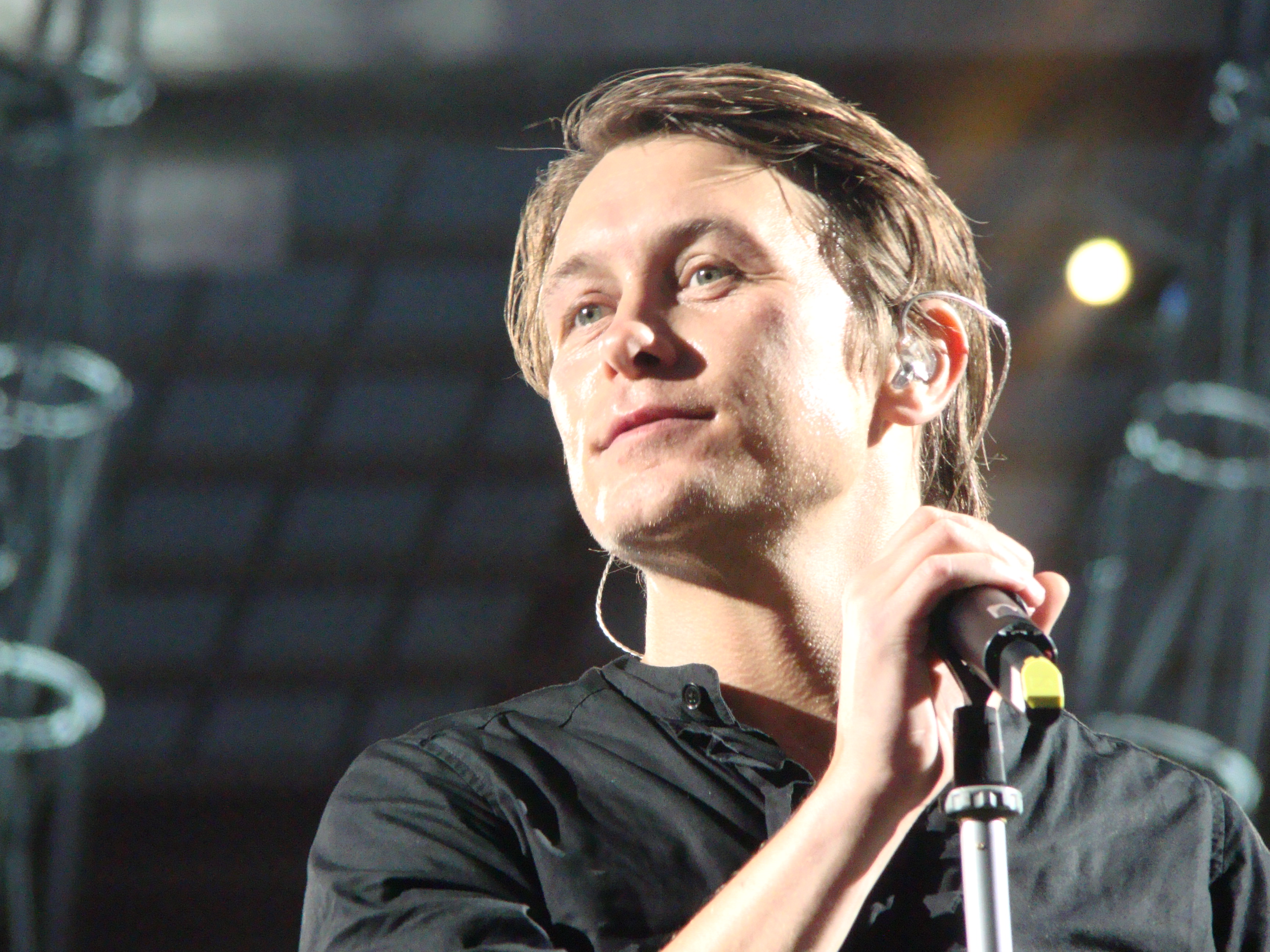
Mark Owen (2009)

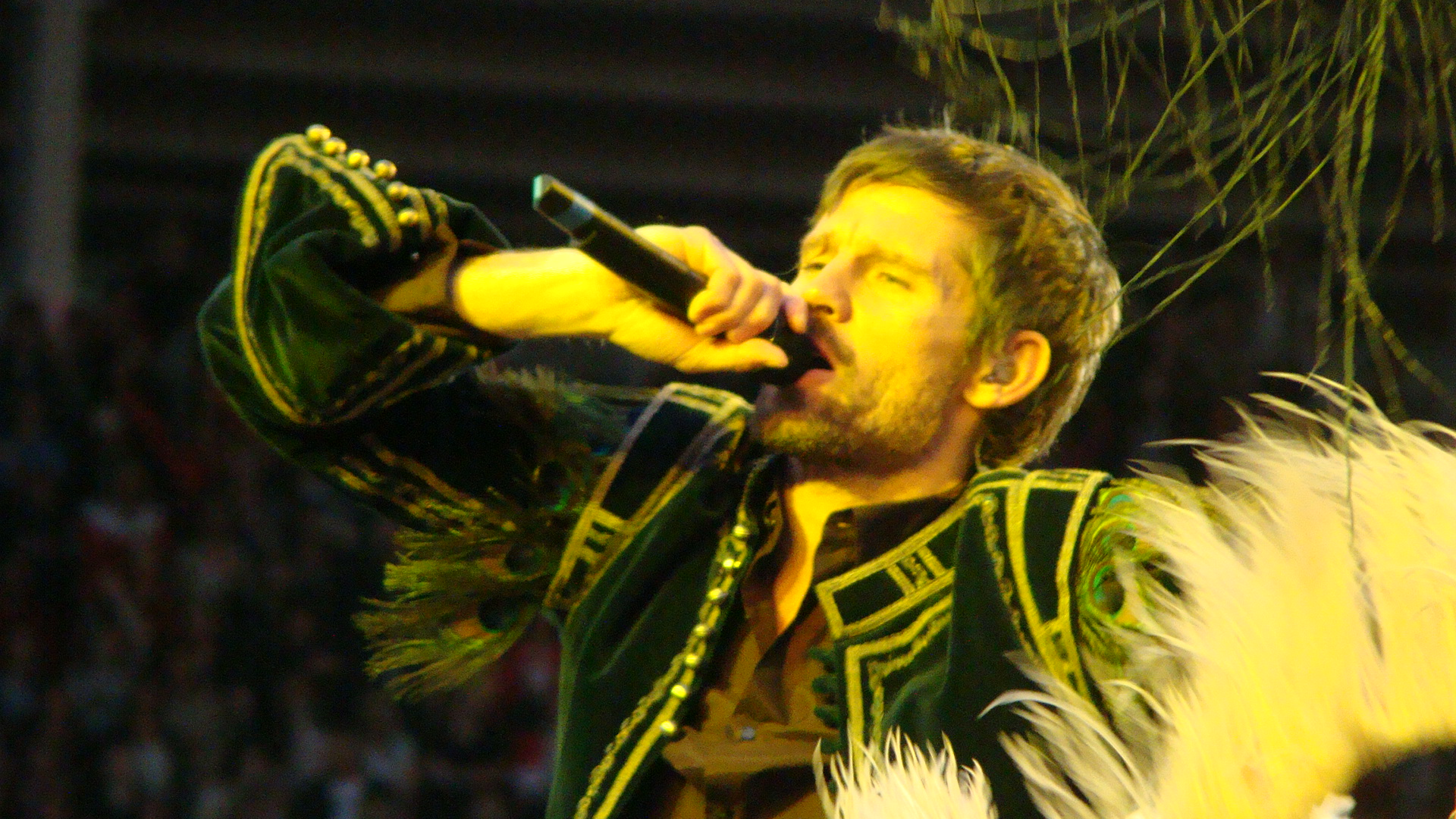
Jason Orange (2011)

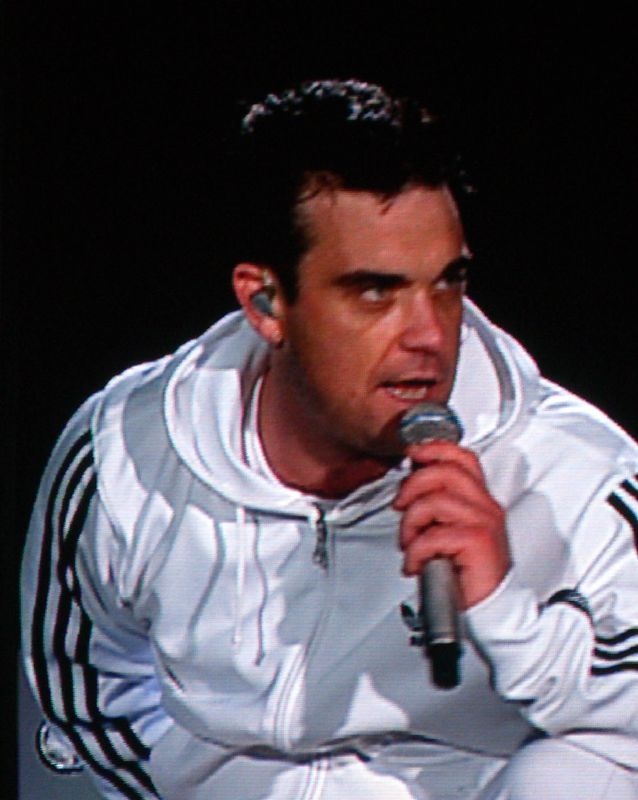
Robbie Williams (2006)

Take That ist eine britische Pop-Gruppe. Sie wurde 1990 als Boygroup in Manchester gegründet; 1996 trennte sich die Gruppe, 2005 kam sie wieder zusammen. Aktuell besteht die Band aus den drei Gründungsmitgliedern Gary Barlow, Howard Donald und Mark Owen, gelegentlich ergänzt durch Robbie Williams.
Bekannte Songs der Gruppe sind vor allem selbstgeschriebene Titel wie Back for Good und Patience sowie einige gecoverte Titel, darunter Relight My Fire und How Deep Is Your Love. Bereits vor ihrem Comeback im Jahr 2006 wurden sie mit 25 Millionen verkauften Alben und acht Nummer-eins-Hits als „eine der erfolgreichsten britischen Bands aller Zeiten“ und „Wegbereiter einer neuen Generation von Boy- und Girlgroups“ gewürdigt.

## Übersicht
Neben Barlow, Donald und Owen zählen zu den Gründungsmitgliedern auch Jason Orange und Robbie Williams. Orange zog sich 2014 aus dem Rampenlicht zurück; der 2010 zurückgekehrte Williams trennte sich nicht erneut offiziell von der Gruppe, sondern pausiert seit 2012 und konzentriert sich auf Solokarriere, Familie und die nur gelegentliche Zusammenarbeit mit seinen Take-That-Kollegen. 
Seit ihrer Gründung im Jahr 1990 verkaufte die Band 48 Millionen Tonträger und über sieben Millionen Konzerttickets, konnte 20 Top-Ten-Hits und zwölf Nummer-eins-Singles verzeichnen. Sechs ihrer acht Studioalben sowie ein Kompilationsalbum erreichten ebenfalls die Spitze der Charts, nur ihr Debütalbum und das 2017 veröffentlichte Wonderland landeten auf Platz zwei.
Nach dem Ausstieg von Robbie Williams im Juli 1995 beendete die Gruppe ihre Welttournee und trennte sich im Februar 1996 offiziell. In den folgenden Jahren waren die Mitglieder als Solisten unterschiedlich erfolgreich, während in regelmäßigen Abständen inoffizielle Best-of-Alben, Filme und ein Musical (Never Forget: The Musical) erschienen. 2005 wurde mit dem Greatest-Hits-Album Never Forget – The Ultimate Collection zugleich eine Fernsehdokumentation mit dem Titel Take That: For the Record veröffentlicht. Die Ausstrahlung am 17. November 2005 zog überraschend sechs Millionen Zuschauer an. Never Forget – The Ultimate Collection landete noch in der gleichen Woche mit 90.000 verkauften Alben auf Platz zwei der britischen Charts. Seit November 2005 verkaufte sich das Album allein in Großbritannien über zwei Millionen Mal und verbrachte 218 Wochen (4 Jahre, 10 Wochen) in den Albumcharts (Stand September 2017). Nach diesem Überraschungserfolg erhielten die verbleibenden vier Gründungsmitglieder millionenschwere Angebote für eine Rückkehr in die britischen Stadien.
Auf die ausverkaufte Best-of-Tournee folgte schließlich ein erfolgreiches Comeback mit der Single Patience und dem Album Beautiful World. 2008 folgte mit The Circus ein weiterer Chart-Topper. Im Juli 2010 kehrte Williams offiziell zur Gruppe zurück, und sie veröffentlichte mit ihm das Album Progress mit der dazugehörigen ersten Single The Flood. Es folgte eine Tournee in kompletter Besetzung und kurz darauf die umfangreiche EP Progressed. Im September 2014 gab Jason Orange seinen Ausstieg aus der Band bekannt. Zwei Monate darauf veröffentlichte Take That als Trio (Williams pausierte) ihr Studioalbum III. Es folgte eine Europatournee, mit 51 Konzerten zwischen April und Oktober 2015 die bis dahin umfangreichste der Gruppe. Im Anschluss veröffentlichte sie zusammen mit der Tour-DVD ihre EP III – 2015 Edition. 
Im März 2017 erschien das Album Wonderland. Bereits im Februar 2017 erschien die erste Single Giants, im April 2017 folgte New Day. Trotz exzellenter Verkaufszahlen erreichte die Band mit Wonderland erstmals seit ihrem Debütalbum 1992 lediglich Platz 2 der Charts. Die gleichnamige Tournee über 32 europäische Konzerte im Sommer 2017 war vollständig ausverkauft, zum Jahresende folgten Konzerte im Südpazifik. Im Herbst 2018 folgte anlässlich des anstehenden 30. Bandjubiläums das Doppelalbum Odyssey. Darauf finden sich neben 22 neu arrangierten/ gemischten, umgeschriebenen und/oder neu aufgenommenen und durch archivierte Interviewausschnitte miteinander verbundenen Hits der vergangenen 30 Jahre Bandgeschichte auch fünf neue Stücke, zwei davon instrumental. Odyssey wurde ihr achtes Album an der Spitze der Charts und das am schnellsten verkaufte Album des Jahres (über 100.000 Exemplare allein in der Veröffentlichungswoche). Im Frühjahr und Sommer 2019 folgte eine weitere ausverkaufte Europatournee, die zum dritten Mal auch weltweit in ausgewählten Kinos übertragen wurde.
Im September 2017 wurde das Jukebox-Musical The Band im Manchester Opera House uraufgeführt. Dramatiker Tim Firth schrieb die Geschichte rund um die Musik von Take That und unter Mitarbeit aller fünf Mitglieder. In zwei Stunden wurden über 57.000 Tickets im Wert von zwei Millionen Pfund verkauft, das Stück wurde zur am schnellsten verkauften britischen Theaterproduktion überhaupt. In Deutschland wird es seit April 2019 mit deutschen Dialog-, aber Original-Liedtexten im Theater des Westens gezeigt. Im Juni 2023 kam das darauf basierende Filmmusical Greatest Days im Vereinigten Königreich und in Deutschland in die Kinos.

## Mitglieder

### Aktuell
- Gary Barlow: (1989–1996, 2005–jetzt)
- Howard Donald: (1989–1996, 2005–jetzt)
- Mark Owen: (1989–1996, 2005–jetzt)

### Früher
- Robbie Williams: (1989–1995, 2009–2014, danach gelegentliche Auftritte)
- Jason Orange: (1989–1996, 2005–2014)

Zeitleiste

## Geschichte der Gruppe

### 1990–1995: Anfänge und Erfolg
Gary Barlow, der schon seit seiner Kindheit Lieder geschrieben und als Teenager sein erstes Geld als Barpianist verdient hatte, wurde 1990 von Manager Nigel Martin-Smith entdeckt und unter Vertrag genommen. Bei gemeinsamen Studioaufnahmen, so die langjährige Darstellung, hätten sie Mark Owen kennengelernt, der im Studio als „Mädchen für alles“ gearbeitet habe. Bei verschiedenen Disco-Contests, auf denen Martin-Smith nach weiteren Mitgliedern gesucht hatte, seien die Breakdancer Howard Donald und Jason Orange dazugestoßen, die in konkurrierenden Tanzformationen arbeiteten. Da Martin-Smith noch ein fünftes Mitglied gewollt habe, habe er in Regionalzeitungen „Sänger gesucht“ annonciert und so unter anderem Robbie Williams getroffen, der ebenfalls Sänger werden wollte und eine Boygroup als gute Chance gesehen habe, erste Erfahrungen zu sammeln, ohne die volle Verantwortung zu tragen.
Diese Version der Entstehungsgeschichte wurde später in Barlows Autobiografie My Take und 2005 in der Dokumentation Take That: For the Record von den Bandmitgliedern revidiert. Tatsächlich seien 1990 alle fünf auf unterschiedlichen Wegen (unter anderem durch eine entsprechende Zeitungsanzeige) von Nigel Martin-Smith, der ein britisches Pendant zur international sehr erfolgreichen amerikanischen Boygroup New Kids on the Block schaffen wollte, angefragt worden und hätten sich erst bei einer Art Casting kennengelernt. Martin-Smith, der sich bereits durch ein heimproduziertes Demo-Tape (unter anderem mit A Million Love Songs) von Barlows musikalischem Talent hatte überzeugen können, habe ihn von Anfang an als kreativen Kopf der Gruppe eingeplant. Zudem habe Barlow ursprünglich bei allen Stücken als Hauptsänger fungieren sollen. Barlow trug für 31 der 44 in den 1990ern veröffentlichten Songs die alleinige musikalische Verantwortung und war bei weiteren acht Titeln zumindest Teil des Komponistenteams. Nur ein Titel wurde von Donald geschrieben, vier waren Coverversionen.
Zu Beginn ihrer Karriere trat Take That vor allem in Clubs der Homosexuellenszene auf, da aufgrund privater Kontakte des Managers dort gute Auftrittsmöglichkeiten gegeben waren. Breitere Bekanntheit erlangte die Band mit ihrem Cover von Barry Manilows Could It Be Magic, bei dem Williams die Hauptstimme sang. Den endgültigen Durchbruch schaffte Take That im Herbst 1993 mit den von Barlow komponierten Singles Pray (Hauptstimme Barlow) und Babe (Hauptstimme Owen) sowie dem dazugehörigen Album Everything Changes.
Im März 1995 erschien das Album Nobody Else, das R’n’B-Elemente enthielt, womit der Gruppe auch erstmals in den USA ein Erfolg gelang. Darauf enthalten war auch ihre bis heute erfolgreichste Single Back for Good. Dieses Lied erreichte in 47 verschiedenen Ländern (auch in Deutschland) die Spitze der Charts und in 25 weiteren die Top Ten, unter anderem in Österreich, der Schweiz und verschiedenen US-amerikanischen Charts (Billboard). Seither wurde es weltweit von 192 Interpreten gecovert (Stand: Oktober 2015). Mit über 1,08 Millionen verkauften Exemplaren allein im Vereinigten Königreich (Stand: Juni 2013) zählt es zu den 100 meistverkauften Singles der britischen Musikgeschichte, überhaupt überschritten dort bislang nur 164 Lieder die Millionenmarke (Stand: Februar 2016). Eine Woche lang führte Take That in Deutschland damit zeitgleich die Single- wie auch die Albumcharts an (siehe auch die Liste der Nummer-eins-Hits in Deutschland (1995)).

### 1995–1996: Ausstieg von Williams und Trennung
Am 17. Juli 1995 verließ im Zuge wachsender Spannungen zunächst Robbie Williams die Band. Die vier verbliebenen Mitglieder absolvierten die ausstehenden Termine der ausverkauften Welt-Tournee und gaben nach einer Bedenkzeit über die Wintermonate offiziell am 13. Februar 1996 ihre Trennung bekannt, wobei am 4. April des Jahres der vorläufig letzte gemeinsame Auftritt in Almere-Haven stattfand.
Als letzte gemeinsame Single erschien am 9. März 1996 eine Coverversion von How Deep Is Your Love (Bee Gees 1977), die aus dem Greatest-Hits-Kompilationsalbum ausgekoppelt wurde und auf Platz eins in die britischen Charts einstieg, wo sie sich drei Wochen halten konnte. In Deutschland belegte sie den siebten Platz. Die Nachricht der Auflösung von Take That brachte tausende Fans aus dem Gleichgewicht.

### 1996–2005: Soloprojekte der einzelnen Mitglieder
Da die britische Presse Barlow die erfolgreichste Solokarriere vorausgesagt hatte, war es überraschend, dass der damals von Drogen- und Partyexzessen mitgenommene Robbie Williams nach schwierigen Anfängen gegen Ende 1997 mit dem Welthit Angels an ihm vorbeizog und somit den Grundstein für eine noch viel größere Solokarriere legte, deren Basis vor allem die bis 2002 bestehende Songwriting-Partnerschaft zwischen Williams und Guy Chambers bildete.
Gary Barlow konnte in den ersten Monaten noch an seine Erfolge aus der Take-That-Zeit anknüpfen und mehrere Nummer-1-Hits vorweisen, dann überredete ihn sein Management zu einer Tour durch Lateinamerika und die Vereinigten Staaten. In den USA lief Barlows Karriere auf Grund und als er nach Großbritannien zurückkehrte, hatte Robbie Williams seinen Platz eingenommen und ließ keine Gelegenheit aus, ihn öffentlich zu diffamieren, was dazu führte, dass Barlow mehrere Jahre lang nichts unter seinem eigenen Namen veröffentlichte und zwischenzeitlich unter Pseudonym als Songwriter fungierte. Mit der Zeit und durch die Zusammenarbeit mit dem etablierten Songschreiber und langjährigen Freund Eliot Kennedy konnte er sich als Songwriter wieder etablieren und schreibt bis heute Songs für diverse Künstler, unter anderem 2009 This Time für Shirley Bassey.
Mark Owen nahm in zehn Jahren drei Soloalben auf, die zwar kommerziell hinter den Erwartungen zurückblieben, aber von Kritikern überwiegend gelobt wurden. Owen und Williams hielten über die Jahre den Kontakt zu privatem und beruflichem Austausch.
Howard Donald nahm ebenfalls ein Album und die Single Speak Without Words auf, beide wurden allerdings nie veröffentlicht. Er machte sich fortan einen Namen als House-DJ in verschiedenen Ländern, vor allem in Deutschland. Hier gründete er mit seinen Kollegen King Brain und Bart van der Zwaan das DJ-Projekt Sonic Fly und legte unter anderem im Rahmen der Love Parade 2002 auf. Außerdem betätigte er sich als Songwriter für Kavana.
Jason Orange versuchte sich eine Zeit lang als Schauspieler auf englischen Kleinkunstbühnen und im Fernsehen, so gab er sein Schauspieldebüt 1998 in der Channel-4-Miniserie Killer Net von Lynda La Plante an der Seite von Paul Bettany und Emily Woof. Später begann er ein Studium der Psychologie, Biologie, Soziologie und Geschichte am South Trafford College in Manchester.
Gary Barlow, Mark Owen und Howard Donald gründeten in dieser Zeit außerdem eigene Familien.

### 2005–2011: Reunion und erneuter Erfolg

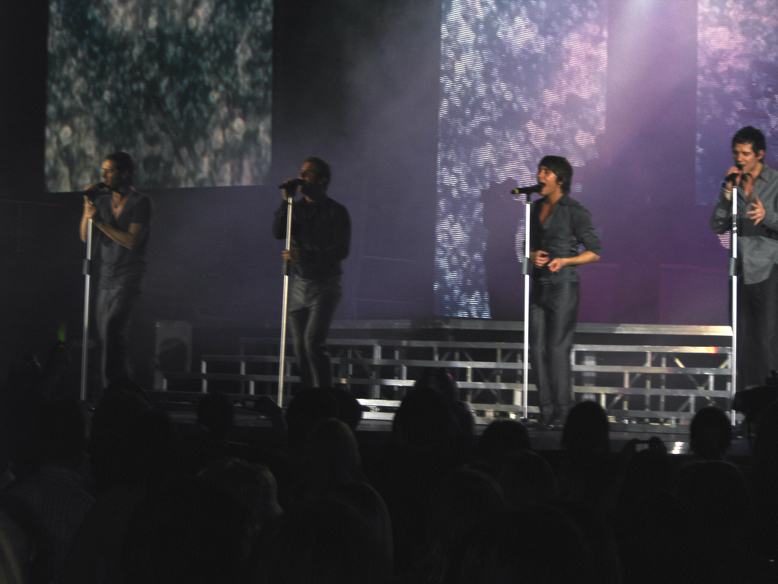
Beautiful World Live, 26. November 2007

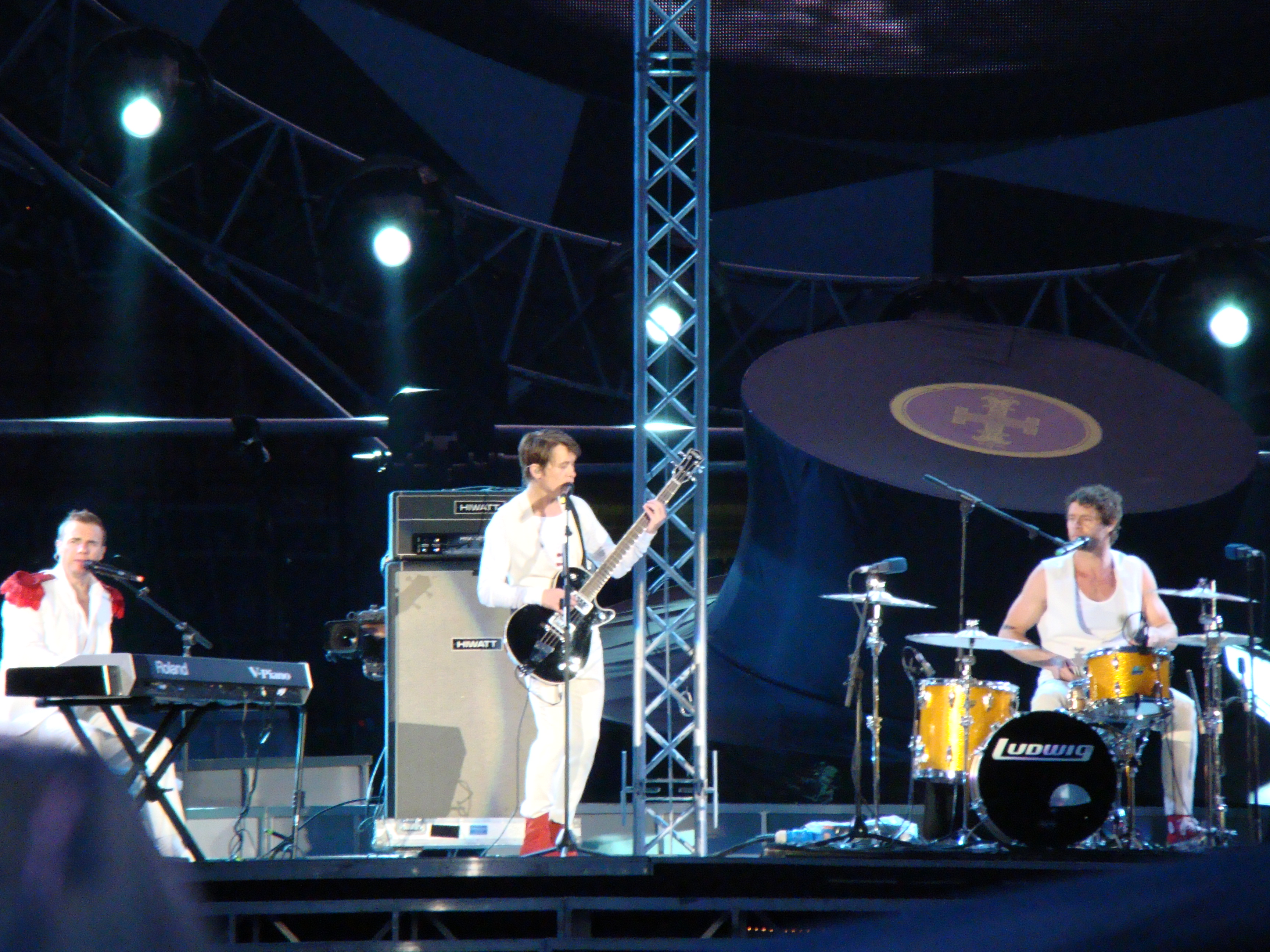
The Circus Live, 6. Juni 2009

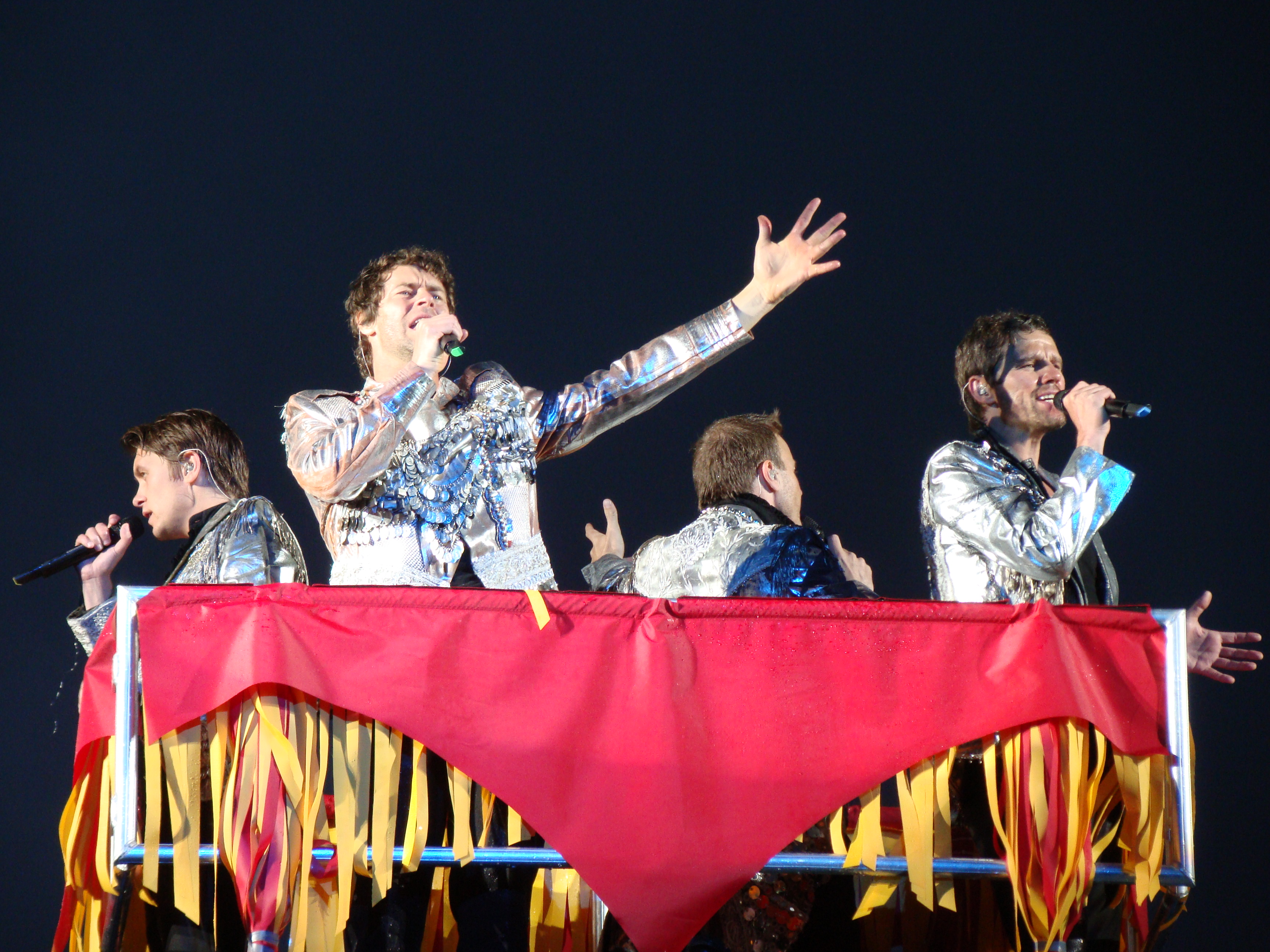
The Circus Live, 6. Juni 2009

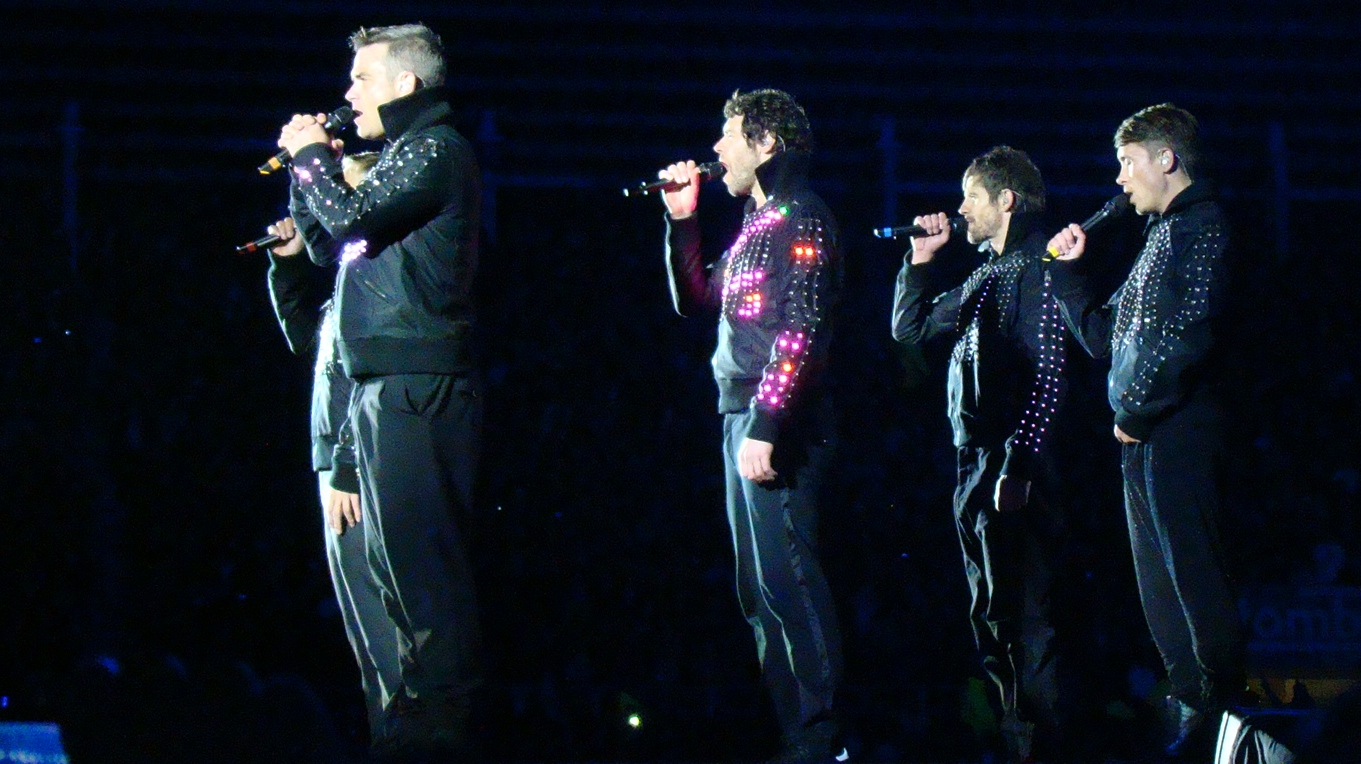
Progress Live, 30. Mai 2011

Nach fast zehn Jahren Trennung gaben Gary Barlow, Mark Owen, Howard Donald und Jason Orange im Herbst 2005 bekannt, Take That wieder zu vereinen, Robbie Williams lehnte eine Rückkehr jedoch zunächst ab. Eine erste Tournee innerhalb Englands im Frühjahr 2006 war innerhalb von 30 Minuten ausverkauft. Bei jedem Konzert wurde während des Liedes Could It Be Magic ein Hologramm von Robbie Williams gezeigt.
Am 21. Oktober 2006 trat die wiedervereinigte Band zum ersten Mal wieder live in einer deutschen Fernsehshow (Wetten, dass. .?) auf. Bei 50 Jahre Bravo auf ProSieben sangen sie die Comeback-Single Patience zum ersten Mal im Fernsehen. Vor der Single-Veröffentlichung erreichte der Song allein aufgrund der Downloads Platz 4 der britischen Charts und wurde dort schließlich der neunte Nummer-eins-Hit der Band. Auch in Deutschland stieg Patience sofort nach Veröffentlichung auf Platz eins der Singlecharts ein. Kurz darauf erschien das Album Beautiful World. Erstmals beteiligten sich auch die restlichen Bandmitglieder am Songwriting und jedes Bandmitglied war auch als Lead-Sänger zu hören. Besonders erfolgreich war die Single Rule the World, geschrieben für den Matthew-Vaughn-Film Stardust (deutscher Titel: Der Sternwanderer). Obwohl sie es nie auf Platz eins der Charts schaffte, wurde sie nach Back for Good zu einem der beliebtesten und meistverkauften Lieder der Band und fester Bestandteil jeder Tournee.
Die Beautiful World Tour startete am 11. Oktober 2007 in Belfast. Stationen der Tour waren Spanien, Österreich, die Schweiz, Deutschland, Dänemark, Schweden, die Niederlande und schließlich Großbritannien. Bis zum 23. Dezember 2007 gab Take That europaweit insgesamt 49 Konzerte. Den Tour-Abschluss bildete mit dem 50. Konzert eine Liveübertragung am 31. Dezember 2007 aus der O2 Arena in London, Countdown to Midnight with Take That. Am 29. Februar 2008 erschien die Konzert-DVD Beautiful World Live, die in Großbritannien in der ersten Woche 64.000-mal verkauft wurde.
Die Single Greatest Day aus dem Album The Circus hatte am 13. Oktober 2008 Radiopremiere. Erscheinungstermin für Deutschland war der 21. November 2008, das Album erschien hier am 28. November 2008. Bereits vor der Veröffentlichung von Single und Album startete am 31. Oktober der Ticketvorverkauf für die Tour Take That Presents: The Circus Live in Großbritannien. Innerhalb von unter fünf Stunden wurden alle 600.000 Tickets verkauft. Die Gruppe brach damit den Rekord für die am schnellsten verkaufte Tournee der Geschichte Großbritanniens. Weitere Konzerttermine wurden hinzugefügt. Das Album wurde in Großbritannien das am schnellsten verkaufte Album des Jahres 2008 und erreichte in den Jahrescharts Platz 2. Anfang 2009 erhielt die Band in Deutschland die Goldene Schallplatte für 100.000 verkaufte Alben.
Als internationale zweite Singleauskopplung wurde der Song The Garden ausgewählt, der in Deutschland am 20. März 2009 erschien. Abweichend davon wurde für Großbritannien und Irland Up All Night als zweite Single gewählt, diese erschien dort bereits am 2. März 2009.
Die beiden Alben wurden von John Shanks produziert, die Band veränderte dadurch ihren Sound, der erwachsener und durch Brit-Pop-Elemente auch opulenter wurde.
Bei einem von Barlow organisierten Benefizkonzert für Children in Need, die Kinderhilfsorganisation des BBC, stand Williams am 12. November 2009 erstmals nach 14 Jahren wieder mit seinen vier Ex-Kollegen in London auf der Bühne, jedoch mit getrennten Darbietungen. Nach Angaben von Williams hatte es zuvor allerdings bereits gemeinsame Studioaufnahmen gegeben. Dies wurde später auch durch den Dokumentationsfilm zum Progress-Album, Look Back, Don’t Stare, offiziell bestätigt.
Am 15. Juli 2010 gab Williams seine Rückkehr zu Take That bekannt. Am 4. Oktober 2010 erschien die Single Shame, die die ehemaligen Konkurrenten Barlow und Williams gemeinsam schrieben und aufnahmen. Darin beschreiben sie ihre Gefühle über ihre vorangegangenen Differenzen und ihre verschiedenen Sichtweisen auf die vergangenen Ereignisse. Der Song wurde am 8. Oktober 2010 auch auf Williams’ Best-of-Album In and Out of Consciousness veröffentlicht.
Im November 2010 erschien das von Stuart Price produzierte Dance-Pop-Album Progress mit der dazugehörigen Single The Flood. Das Album wurde von Kritikern gelobt, erlangte nach kurzer Zeit Platin-Status in Deutschland und erreichte in Großbritannien Platz 2 der schnellstverkauften Alben der Musikgeschichte.
Nach 15 Jahren trat Take That am 19. November 2010 erstmals wieder in voller Besetzung auf und sang dabei Never Forget, erneut im Kontext der von Barlow organisierten Benefiz-Konzertreihe BBC’s Children In Need Rocks.
Am 24. März 2011 wurde Take That als beste internationale Rock/Popgruppe mit einem Echo ausgezeichnet. Die Band erhielt diesen Preis zum ersten Mal.
Am 10. Juni 2011 veröffentlichte die Band ihr Minialbum Progressed. Es enthielt acht neue Songs und kam gebündelt mit dem Album Progress.

### 2011–2014: Auszeit und Soloprojekte
Anfang Oktober 2011 erschienen nach einem Interview mit Barlow Pressemeldungen mit der Vermutung, Robbie Williams verlasse erneut die Band, um sich auf seine Solokarriere zu konzentrieren. Diese Aussagen wurden von Williams’ Management korrigiert; Williams bleibe Bandmitglied, die Gruppe werde lediglich eine Pause einlegen, während Williams ein neues, von Barlow produziertes Soloalbum veröffentlichen werde. Take That kündigte kurz darauf noch einmal offiziell eine längere Auszeit an.
Auch Gary Barlow trat – erstmals nach 12 Jahren – wieder als Solokünstler auf und brach nach zwei erfolgreichen Benefiz-Solokonzerten für den Prince’s Trust zu einer ausverkauften Konzerttournee über 25 Etappen auf. Danach widmete er sich der Planung des 60. Thronjubiläums der Queen, dessen musikalische Leitung ihm von der Königsfamilie anvertraut worden war, schrieb mit Andrew Lloyd Webber die Jubiläumshymne Sing und reiste durch das Commonwealth, um hierfür Musiker aus allen Erdteilen zu gewinnen. Beim Diamond Jubilee Concert, dem Höhepunkt der Festlichkeiten, war auch Williams unter den mehr als fünfzig darbietenden Künstlern. Im selben Jahr begann Barlow mit der Komposition zweier Musicals, Finding Neverland (Adaption von Wenn Träume fliegen lernen) und The Girls (nach der wahren Geschichte der sogenannten Calendar Girls). Ersteres eröffnete im Juli 2014 in Cambridge (Massachusetts), transferierte im März 2015 an den Broadway und begab sich von dort nach knapp 600 Vorstellungen 2017 auf eine Tournee durch den nordamerikanischen Kontinent. Ein geplanter Transfer nach Europa wurde nach der Ankündigung des Take-That-Musicals The Band und angesichts des andauernden Erfolges des Tournee-Ensembles vorerst auf Eis gelegt. The Girls markierte die erste Zusammenarbeit Barlows mit Tim Firth, der zuvor bereits einen Film (2003) und ein Theaterstück (2008) zu diesem Thema geschrieben hatte (und der 2016/17 gemeinsam mit Take That The Band erarbeitete). Das Musical hatte am 14. November 2015 Premiere in Leeds (unweit des Wirkungsortes der Calendar Girls) und war nach einer Reihe von Inszenierungen in verschiedenen Städten Nordenglands von Januar bis Juli 2017 in der Londoner Theaterhochburg West End zu sehen. Eine landesweite Tournee soll am 15. August 2018 erneut von Leeds ihren Ausgang nehmen. Von 2011 bis 2013 war Barlow außerdem als head judge (leitender Juror) in drei Staffeln von Simon Cowells Talentshow The X Factor zu sehen.
Sowohl Barlow als auch Williams nutzten diese Zeit, um ihre jeweiligen Wohltätigkeits-Projekte voranzutreiben. Williams organisierte weiter das 2006 von ihm mitbegründete, alle zwei Jahre stattfindende Fußballturnier Soccer Aid zwischen den Teams England und The Rest of the World, bestehend aus prominenten Künstlern und ehemaligen Fußballprofis, wofür er mehrfach auch Mark Owen gewinnen konnte. Barlow organisierte weiter Benefizkonzerte für BBC’s Children In Need („GB40“; „Children In Need Rocks the Royal Albert Hall“; „CIN Rocks Manchester“; „Blackpool Illuminations“; „CIN Gala“ und andere) und den Prince’s Trust („Gary Barlow: In Concert“), besuchte mit einem Fernsehdokumentationsteam britische Soldaten in Camp Bastion (Afghanistan) und organisierte den Red Nose Climb für Comic Relief, bei dem er in einer medienwirksamen Spendenaktion mit acht weiteren britischen Prominenten in Tansania den Vulkan Kilimanjaro bestieg, das mit 5.895 Metern über dem Meeresspiegel höchste Bergmassiv Afrikas.
Bei der Schlussfeier der Olympischen Sommerspiele 2012 in London am 12. August 2012 trat die Band ohne Williams auf, da sich dieser bei seiner hochschwangeren Frau in den Vereinigten Staaten befand. Gary Barlow erlitt am 4. August eine persönliche Tragödie, als seine Frau Dawn das vierte gemeinsame Kind Poppy nur Tage vor dem geplanten Geburtstermin tot gebar. Für sein Auftreten bei Olympia erhielt er infolgedessen internationale Bekundungen der Anerkennung und Anteilnahme.
Howard Donald verbrachte wieder mehr Zeit in Deutschland bei seiner Tochter und nutzte die Auszeit insbesondere, um erneut als DJ und Tänzer in Erscheinung zu treten. Außerdem war er Juror im deutschen Ableger der britischen Fernsehshow Got to Dance während der ersten beiden Staffeln.
Mark Owen veröffentlichte 2013 unter Zusammenarbeit mit verschiedenen anderen Künstlern sein viertes Soloalbum The Art of Doing Nothing. Barlow verarbeitete die privaten und beruflichen Höhen und Tiefen der vergangenen 15 Jahre seit seiner letzten Soloplatte im hymnisch-euphorischen Album Since I Saw You Last (2013) und kehrte dann als Solokünstler in ausverkaufte Arenen zurück. Außerdem war er zwischenzeitlich als Juror in der britischen Castingshow The X Factor aktiv, wobei er mehrfach Unterstützung verschiedener Take-That-Kollegen erhielt und die Band auch in den Shows gemeinsame Auftritte hatte. Robbie Williams veröffentlichte die Alben Take the Crown (2012) und Swings Both Ways (2013), letzteres lieferte sich ein von britischer Öffentlichkeit und Presse gefeiertes vorweihnachtliches Duell mit Barlows Album. Barlows Album siegte hinsichtlich der Verkaufszahlen (116.000 zu 109.000 in der ersten Woche), obgleich Williams aufgrund der leicht verzögerten Veröffentlichung eine bessere Chartplatzierung erzielte. Beide Alben schafften es trotz der späten Veröffentlichung unter die zehn meistverkauften Alben des Jahres 2013, wobei Since I Saw You Last den neunten und Swings Both Ways den vierten Platz belegte.

### Seit 2014: Rückkehr als Trio

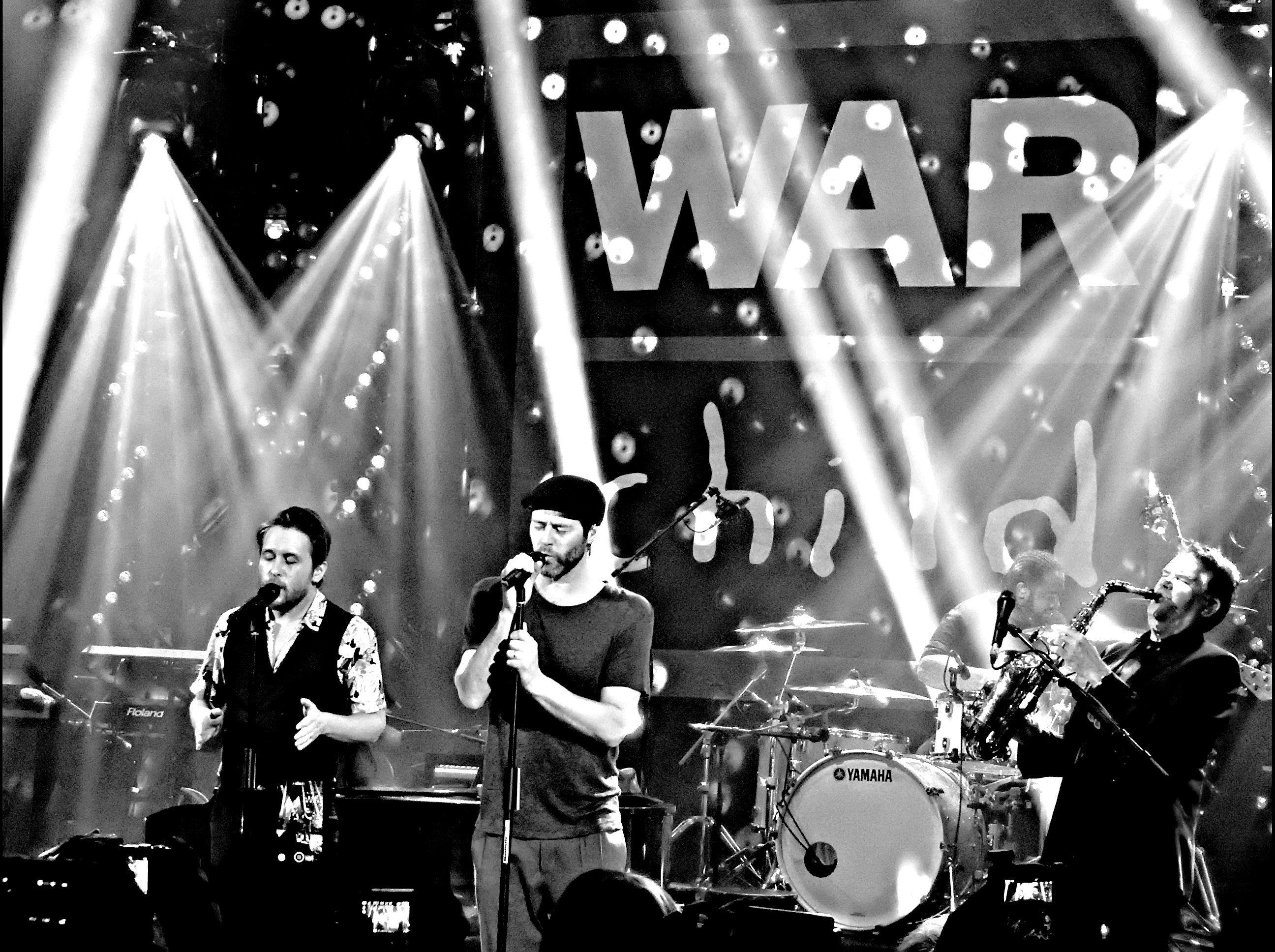
War Child Spendengala 2015

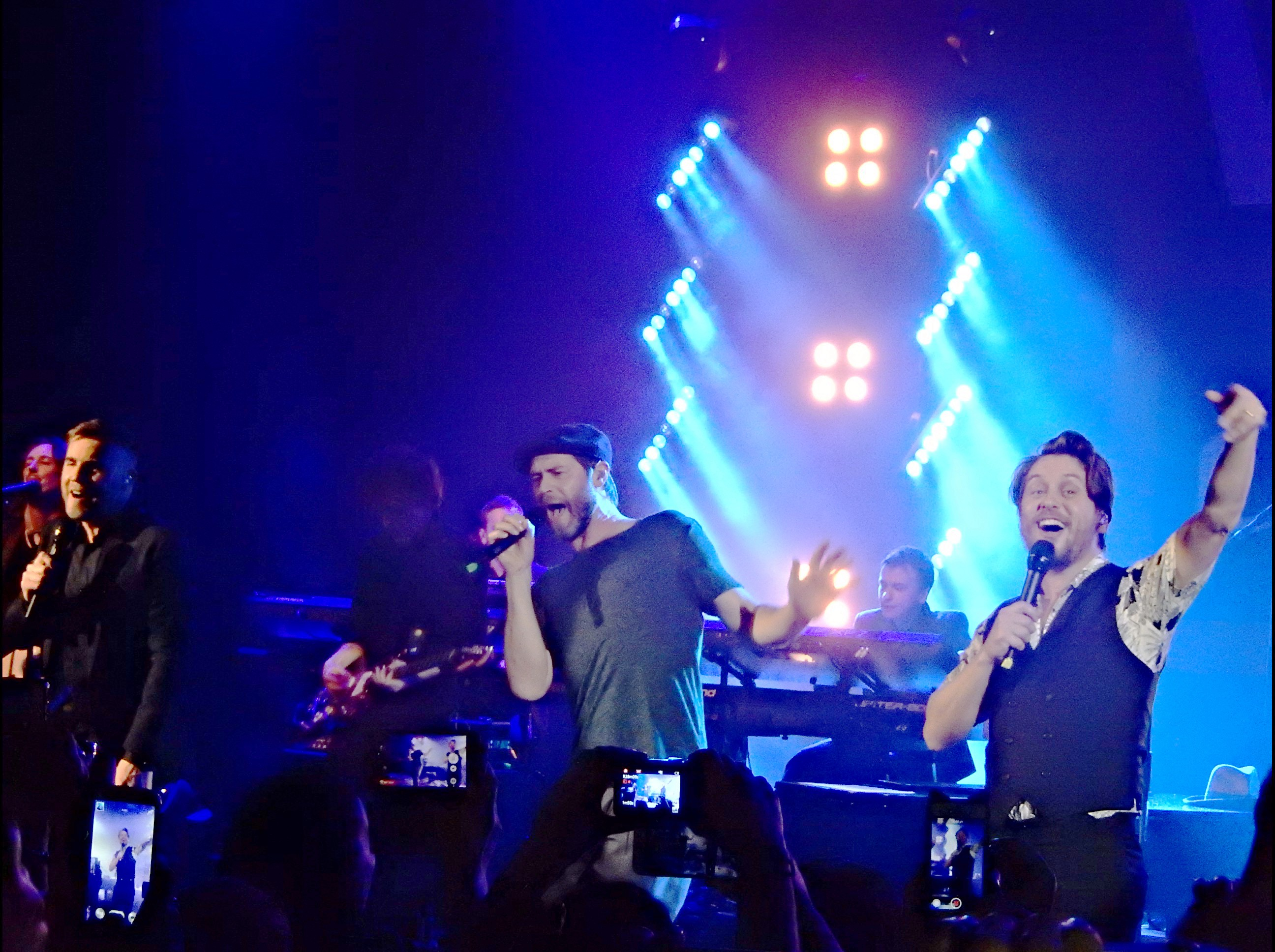
Auftritt für War Child, 2015

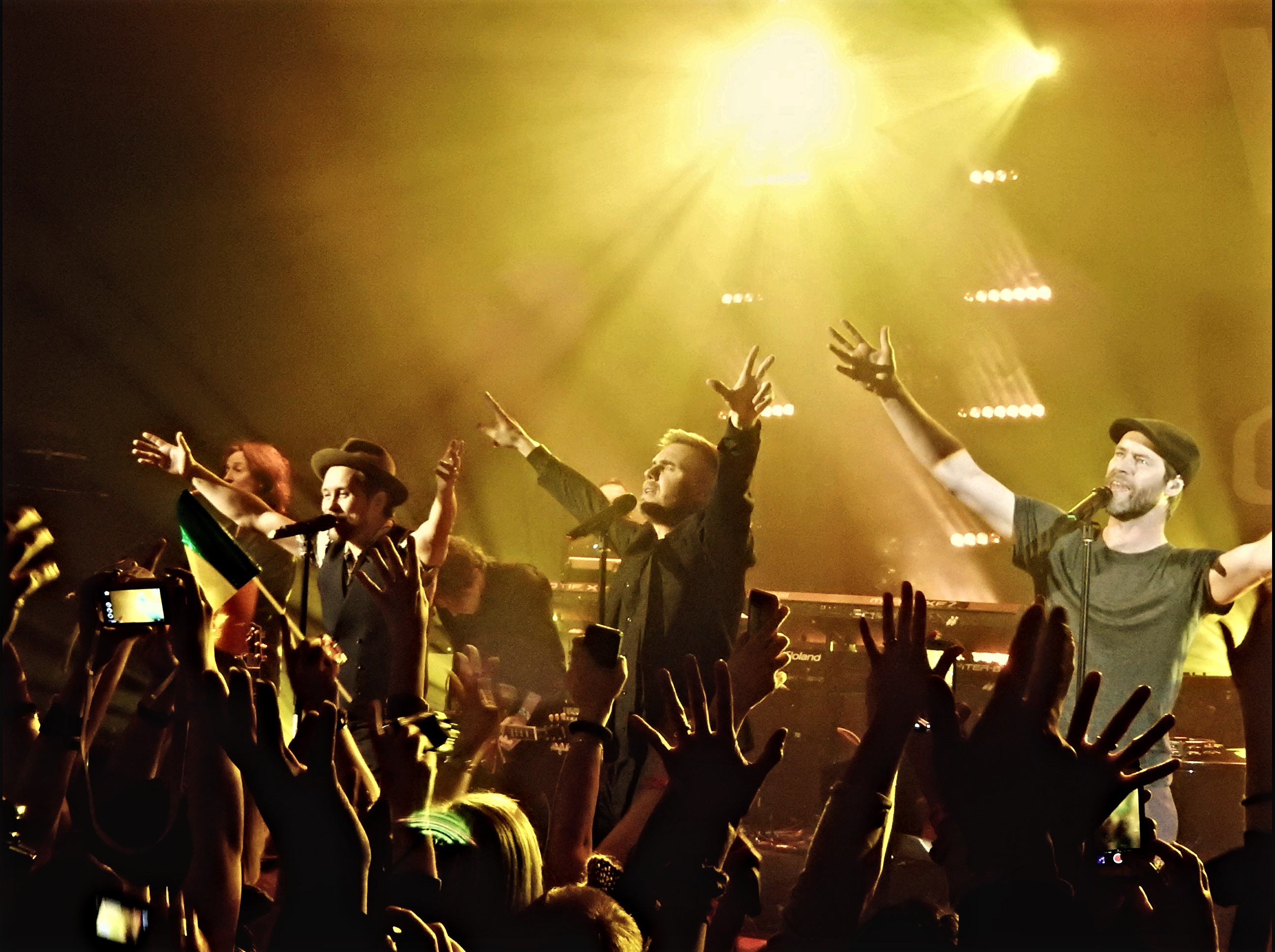
Auftritt für War Child, 2015

Im Frühjahr 2014 beendete Take That die Auszeit und kehrte ins Studio zurück, zunächst jedoch ohne Robbie Williams, der sich durch seine Tournee und die nahende Geburt seines zweiten Kindes eingespannt sah, und ebenfalls ohne Jason Orange, der einer Rückkehr ins Rampenlicht und vor ein Millionenpublikum noch unschlüssig gegenüberstand. Im September 2014 gab Jason Orange schließlich seinen Ausstieg aus der Band bekannt und die drei verbleibenden Mitglieder führten die Studioaufnahmen zum siebten Album als Trio zu Ende. Das Album erhielt den Namen III und erschien schließlich am 1. Dezember 2014. Zwei Wochen zuvor wurde bereits die erste Single These Days ausgekoppelt. Es ist das erste Take-That-Album, an dessen Produktion nur drei Mitglieder beteiligt waren. Unmittelbar im Anschluss an eine europaweite Tournee von 51 Konzerten, davon sieben im deutschsprachigen Raum, wurde eine EP des Albums angekündigt, die das ursprüngliche Album, vier neue Lieder sowie eine DVD mit Live-Aufnahmen aus der Londoner O2-Arena beinhaltet. III – 2015 Edition erschien am 20. November 2015.
Im Februar 2016 kündigte Barlow in einem Interview mit der Sun an, Take That würde im Verlauf des Jahres ihr achtes Studioalbum veröffentlichen, gefolgt 2017 von einer weiteren Greatest-Hits-Kompilation zum Silberjubiläum (25. Jahrestag) ihres Debütalbums. Die Möglichkeit einer Rückkehr von Williams und Orange kommentierte er so: „Ein Greatest-Hits-Album von allen zusammen wäre natürlich fantastisch, aber ich kann mir nicht vorstellen, dass Jason in den nächsten Jahren ins Rampenlicht zurückkehren wird. Wenn aber Rob mitmachen würde, wäre das großartig.“ Bezüglich einer Tournee sagte er: „Es wäre eine gigantische Tour, quer durch Europa – vermutlich die Welttournee, wenn ich ehrlich bin.“
Am 22. Oktober wurde nach mehreren inoffiziellen Andeutungen schließlich das neue Studioalbum Wonderland zur Vorbestellung freigegeben, es erschien am 17. März 2017. Aufgrund des über viele Wochen hinweg sehr erfolgreichen Albums ÷ von Ed Sheeran erreichte Take That trotz hoher Verkaufszahlen von 113.200/Woche nicht Platz 1 der Charts – zum ersten Mal seit ihrem Debütalbum 1992. Am 17. Februar 2017 erschien die erste Single mit dem Titel Giants, am 27. April wurde als zweite Single New Day ausgekoppelt. Gleichzeitig mit der Vorbestellungsfreigabe des Albums wurde eine gleichnamige Tournee von vorerst 21 Etappen (8. Mai bis 16. Juni 2017) in neun britischen Arenen angekündigt. Für Käufer des Albums innerhalb der ersten beiden Tage wurde am 26. und 27. Oktober ein vorzeitiger Zugang zu den Konzertkarten freigeschaltet, am 28. eröffnete dann der offizielle Vorverkauf. Viele der Arenen waren bereits durch den Vor-Vorverkauf ausverkauft, daher wurden gleich zum 28. Oktober noch drei Termine hinzugefügt. Acht weitere Konzerttermine kamen binnen einer Woche hinzu. Die Tournee wurde außerdem um Konzerte in Australien und Neuseeland erweitert. Als Vorband zu allen Konzerten traten All Saints auf. Die Tournee begann am 5. Mai 2017 in Birmingham.
Zeitgleich mit dem Erscheinen von Wonderland und verschiedenen Fernsehauftritten der Band (zum Beispiel in Ant & Dec’s Saturday Night Takeaway) stieg auch ihr Greatest-Hits-Album von 2005, Never Forget – The Ultimate Collection, um 67 Plätze in den Charts bis auf Platz 25. Es hielt sich noch zwei weitere Wochen in den Top40 und befand sich von November 2005 bis Mai 2017 nun insgesamt 218 Wochen (4 Jahre, 10 Wochen) lang in den britischen Charts.
Im September 2017 wurde das Jukebox-Musical The Band im Manchester Opera House uraufgeführt. Der britische Dramatiker Tim Firth (wie Barlow aus Frodsham, Cheshire) schrieb das Stück zur Musik von Take That. Die Handlung ist dabei zwar, wie bei Jukebox-Musicals üblich, unabhängig von der realen Bandgeschichte (vergleiche Mamma Mia!), weist aber in diesem Fall viele Parallelen auf. Die Band war an der Entstehung und Produktion des Musicals ebenso beteiligt wie an der Auswahl der Hauptdarsteller: Barlow war Mitglied des Jurorenpanels der BBC West End Casting Show Let It Shine, in der nach fünf geeigneten Leading Men für das Musical und eine daran anschließende erfolgreiche West-End-Karriere gesucht wurde. Donald und Owen wirkten als Mentoren für die jungen Bewerber. Das Finale wurde am 25. Februar 2017 live ausgestrahlt, als Gastdarbietung traten auch Take That auf und sangen „The Flood“, erstmals seit Jahren wieder gemeinsam mit Robbie Williams. Williams verbrachte außerdem wie die anderen einen Teil der Probenzeit mit der Gewinnergruppe des Castings, Five to Five, die die Rollen der fünf Hauptcharaktere des Stückes bis mindestens September 2018 landesweit darstellen werden. Orange beteiligte sich ebenfalls an der Produktion des Stückes. Der Kartenverkauf begann am 1. April 2017 um zwölf Uhr mittags. Innerhalb von zwei Stunden wurden über 57.000 Tickets im Wert von zwei Millionen Pfund verkauft, bei verhältnismäßig geringen Ticketpreisen zwischen 19 und 50 Pfund. Das Stück wurde zur am schnellsten verkauften britischen Theaterproduktion überhaupt. Es enthält unter anderem die Lieder Never Forget, Back for Good, A Million Love Songs, Greatest Day, The Flood, Relight My Fire, Shine und Rule the World.
Am 4. Juni 2017 trat Robbie Williams erneut gemeinsam mit der Band in Erscheinung, sie spielten unmittelbar nacheinander beim Benefiz-Konzert One Love Manchester neben einer Vielzahl anderer Prominenter in Erinnerung an die Opfer des Anschlages 13 Tage zuvor während Ariana Grandes Konzert und symbolisch dem Terror zum Trotz. Ende Mai 2020 gab Williams gemeinsam mit den anderen drei Musikern ein Online-Benefiz-Konzert aus Anlass der Corona-Pandemie.

### Als Gastsänger
Am 20. Mai 2016 wurde die Single Cry, eine Zusammenarbeit mit dem britischen D’n’B-Duo SIGMA, zum Download freigegeben. Die Airplay-Rechte für den Veröffentlichungstag sicherten sich sowohl Radio 1 als auch Radio 2, was aufgrund der sehr unterschiedlichen Zielgruppen außergewöhnlich ist. Die Single stieg in die Top 5 der britischen Downloadcharts ein und erreichte Platz 21 der offiziellen Singlecharts, Radio 2 kürte sie nach Veröffentlichung zur Platte der Woche. Am 28. Mai erschien ein zugehöriges Musikvideo auf dem YouTube-Kanal von 3beat, dem Label des Sigma-Duos. Es zeigt die drei Sänger und das DJ-Duo am Schauplatz eines Straßenrennens und Arab-Drifting-Festivals. Live traten die fünf Musiker mit dem Stück erstmals am 28. Mai auf der Hauptbühne des Open-Air-Musikfestivals BBC Radio 1’s Big Weekend in Exeter auf.

## Auszeichnungen
BRIT Awards
- 1993: in der Kategorie „Best British Single“ (Could It Be Magic)
- 1994: in der Kategorie „Best British Video“ (Pray)
- 1994: in der Kategorie „Best British Single“ (Pray)
- 1996: in der Kategorie „Best British Single“ (Back for Good)
- 2007: in der Kategorie „Best British Single“ (Patience)
- 2008: in der Kategorie „Best British Live Act“
- 2008: in der Kategorie „Best British Single“ (Shine)
- 2011: in der Kategorie „Best British Group“

Echo Pop
- 2011: in der Kategorie „Gruppe International Rock/Pop“

GQ Men of the Year Awards
- 2009: in der Kategorie „Best Band“

Guinness-Buch der Rekorde
- 2008: Am schnellsten verkaufte Tournee aller Zeiten in Großbritannien (alle 600.000 Circus-Tickets in unter fünf Stunden ausverkauft; brach Michael Jackson’s Bad-Rekord von 1987;[35] infolgedessen verlängert auf 20 Konzerte und über 1 Million Zuschauer)

Ivor Novello Award
- 2008: in der Kategorie „PRS Most Performed Work“ (Shine)
- 2012: in der Kategorie „PRS Most Performed Work“ (The Flood)
- 2012: Outstanding Contribution

MTV Europe Music Awards
- 1994: in der Kategorie „Best Group“
- 1995: in der Kategorie „Best Live Act“

Q Award
- 2006: „Q Idol Award“
- 2009: in der Kategorie „Best Single“ (Greatest Day)
- 2009: in der Kategorie „Best Live Act“
- 2010: „Hall Of Fame“

Sony Ericsson Tour of the Year Award
- 2008: Take That Arena-Tour (Beautiful World)

Virgin Media Award
- 2008: in der Kategorie „Best Single“ (Rule the World)
- 2011: in der Kategorie „Best Group“

## Diskografie
Studioalben

| Jahr | Titel Musiklabel                     | Höchstplatzierung, Gesamtwochen, AuszeichnungChartplatzierungen (Jahr, Titel, Musiklabel, Platzierungen, Wochen, Auszeichnungen, Anmerkungen) | Höchstplatzierung, Gesamtwochen, AuszeichnungChartplatzierungen (Jahr, Titel, Musiklabel, Platzierungen, Wochen, Auszeichnungen, Anmerkungen) | Höchstplatzierung, Gesamtwochen, AuszeichnungChartplatzierungen (Jahr, Titel, Musiklabel, Platzierungen, Wochen, Auszeichnungen, Anmerkungen) | Höchstplatzierung, Gesamtwochen, AuszeichnungChartplatzierungen (Jahr, Titel, Musiklabel, Platzierungen, Wochen, Auszeichnungen, Anmerkungen) | Höchstplatzierung, Gesamtwochen, AuszeichnungChartplatzierungen (Jahr, Titel, Musiklabel, Platzierungen, Wochen, Auszeichnungen, Anmerkungen) | Anmerkungen                                                   |
| Jahr | Titel Musiklabel                     | DE | AT | CH | UK | US | Anmerkungen                                                   |
| ---- | ------------------------------------ | --- | --- | --- | --- | --- | ------------------------------------------------------------- |
| 1992 | Take That & Party RCA Records (BMG)  | DE28 (26 Wo.)DE | — | — | UK2 ×2Doppelplatin · (82 Wo.)UK | — | Erstveröffentlichung: 17. August 1992 Verkäufe: + 600.000     |
| 1993 | Everything Changes RCA Records (BMG) | DE4 Platin · (53 Wo.)DE | AT7 Gold · (30 Wo.)AT | CH9 Platin · (39 Wo.)CH | UK1 ×4Vierfachplatin · (88 Wo.)UK | — | Erstveröffentlichung: 11. Oktober 1993 Verkäufe: + 1.775.000  |
| 1995 | Nobody Else RCA Records (BMG)        | DE1 Gold · (28 Wo.)DE | AT1 Gold · (20 Wo.)AT | CH1 Gold · (22 Wo.)CH | UK1 ×2Doppelplatin · (45 Wo.)UK | US69 (19 Wo.)US | Erstveröffentlichung: 1. Mai 1995 Verkäufe: + 6.000.000       |
| 2006 | Beautiful World Polydor (UMG)        | DE2 Platin · (35 Wo.)DE | AT8 (10 Wo.)AT | CH6 Gold · (23 Wo.)CH | UK1 ×9Neunfachplatin · (132 Wo.)UK | — | Erstveröffentlichung: 24. November 2006 Verkäufe: + 3.000.000 |
| 2008 | The Circus Polydor (UMG)             | DE14 (13 Wo.)DE | AT42 (6 Wo.)AT | CH22 (13 Wo.)CH | UK1 ×7Siebenfachplatin · (73 Wo.)UK | — | Erstveröffentlichung: 28. November 2008 Verkäufe: + 2.230.000 |
| 2010 | Progress Polydor (UMG)               | DE1 Platin · (43 Wo.)DE | AT2 Platin · (12 Wo.)AT | CH2 Gold · (20 Wo.)CH | UK1 ×8Achtfachplatin · (59 Wo.)UK | — | Erstveröffentlichung: 15. November 2010 Verkäufe: + 2.655.000 |
| 2014 | III Polydor (UMG)                    | DE26 (5 Wo.)DE | — | CH59 (1 Wo.)CH | UK1 Platin · (36 Wo.)UK | — | Erstveröffentlichung: 28. November 2014 Verkäufe: + 300.000   |
| 2017 | Wonderland Polydor (UMG)             | DE19 (2 Wo.)DE | AT47 (1 Wo.)AT | CH28 (1 Wo.)CH | UK2 Gold · (15 Wo.)UK | — | Erstveröffentlichung: 24. März 2017 Verkäufe: + 100.000       |
| 2023 | This Life EMI Records (UMG)          | DE8 (3 Wo.)DE | AT39 (1 Wo.)AT | CH14 (3 Wo.)CH | UK1 Gold · (6 Wo.)UK | — | Erstveröffentlichung: 24. November 2023 Verkäufe: + 100.000   |